# Jean-Claude Van Damme
Jean-Claude Van Damme   (Sint-Agatha-Berchem, 18 d'octubre de 1960) és un actor de cinema belga. Va néixer a Brussel·les amb el nom de Jean-Claude Camille François Van Varenberg. El seu origen belga li va donar el malnom d'"els músculs de Brussel·les". L'actor de veu Pere Molina dobla les seves pel·lícules al català.

## Biografia
Van Damme, practicant de karate Shotokan, va obtenir el seu primer reconeixement guanyant alguns campionats europeus de karate.
La seva primera aparició en la pantalla i a la pel·lícula de 1984 Monaco Forever. No obstant això, el seu primer paper important és a la pel·lícula de 1985 No Retreat, No Surrender, el qual interpretava a Ivan Krushensk, protagonitzada també per Kurt McKinney.
Va ser contractat per a interpretar el monstre creat per Stan Winston a Predator. Vestir un vestit molt pesat a la jungla era molt dur i Van Damme estava malament amb el seu paper, a més no donava la talla apropiada. No és clar com va deixar la pel·lícula, alguns diuen que va marxar, uns altres diuen que va ser substituït de sobte per Kevin Peter Hall quan va ser revisat el seu personatge. La versió de Van Damme és que es va fer acomiadar intencionadament per a poder fer altres pel·lícules.
El paper de Van Damme a Bloodsport li va valer una nominació com a "Pitjor Nova Estrella" en els Golden Raspberry Awards de 1988, tot i que va perdre.
Van Damme va forjar la seva carrera d'estrella a Hollywood en els anys 1990, sovint treballant amb famosos directors estrangers. Pel·lícules memorables inclouen Doble Impacte el 1991, Soldat universal 1992 (al costat de Dolph Lundgren), Nowhere to Run el 1993 o Hard Target el 1993.
La seva pel·lícula més ben vista per la crítica, Timecop (1994). En la majoria de les seves pel·lícules interpreta a un lluitador, policia, o soldat.
Cal dir que Jean Claude Van Damme desenvolupa en les pel·lícules d'acció on ha actuat un estil molt personal de combat caracteritzat per puntades rasants a la cara dels seus contrincants i moviments diagonals tant de braços, com de cames.
A finals dels 90, la seva carrera va començar a decaure; no obstant això, va continuar fent pel·lícules menors, sovint estrenades directament en vídeo. Les seves pel·lícules van recaptar al voltant de 650 milions de dòlars a tot el món, donant-li un lloc en el cinema d'acció al costat d'altres actors com Steven Seagal i Chuck Norris.
El 1998, Van Damme i el seu antic guardaespatlles Chuck Zito es van embardissar en una baralla en un bar de striptease de Nova York anomenat Scores. Segons explica, Van Damme va dir quelcom una mica negatiu sobre Zito mentre estava borratxo, i quan Zito se li va enfrontar, es va formar una baralla en la Zito va començar a copejar en Van Damme.

## Filmografia
| Any  | Títol                                                       | Paper                                 |
| ---- | ----------------------------------------------------------- | ------------------------------------- |
| 1984 | Monaco Forever                                              | Karate Man                            |
| 1985 | Ni retirada, ni rendició (No Retreat, No Surrender)         | Ivan Krushensky                       |
| 1988 | Black Eagle                                                 | Andrei                                |
| 1988 | Bloodsport                                                  | Frank Dux                             |
| 1989 | Kickboxer                                                   | Kurt Sloane                           |
| 1989 | Cyborg                                                      | Gibson Rickenbacker                   |
| 1990 | Llibertat per morir (Death Warrant)                         | Louis Burke                           |
| 1990 | Lionheart, el lluitador                                     | Lyon Gaultier                         |
| 1991 | Doble impacte (Double Impact)                               | Alex Wagner/Chad Wagner               |
| 1992 | Soldat universal (Universal Soldier)                        | Luc Deveraux/GR44                     |
| 1993 | Hard Target                                                 | Chance Boudreaux                      |
| 1993 | Last Action Hero                                            | aparició breu                         |
| 1993 | Sense escapatòria (Nowhere to Run))                         | Sam Gillen                            |
| 1994 | Street Fighter                                              | Coronel William F. Guile              |
| 1994 | Timecop                                                     | Max Walker                            |
| 1995 | Sudden Death                                                | Darren McCord                         |
| 1996 | Al límit del risc (Maximum Risk)                            | Alain Moreau/Mikhaïl Suverov          |
| 1996 | A la recerca de la ciutat perduda (The Quest)               | Christopher Dubois                    |
| 1997 | Double Team                                                 | Jack Quinn                            |
| 1998 | Soldat de fortuna (Legionnaire)                             | Alain Lefevre                         |
| 1998 | A l'ull de l'huracà (Knock Off)                             | Marcus Ray                            |
| 1999 | Desert Heat                                                 | Eddie Lomax                           |
| 1999 | Soldat universal: El retorn (Universal Soldier: The Return) | Luc Devereaux                         |
| 2001 | The Order                                                   | Rudy Cafmeyer/Charles Le Vaillant     |
| 2001 | Replicant                                                   | Edward "The Torch" Garrotte/Replicant |
| 2002 | Sense control (Derailed)                                    | Jacques Kristoff                      |
| 2003 | In Hell                                                     | Kyle LeBlanc                          |
| 2004 | Justa venjança (Wake of Death)                              | Ben Archer                            |
| 2004 | Narco                                                       | Jean's Ghost by Lenny                 |
| 2006 | Sınav                                                       | Charles                               |
| 2006 | The Hard Corps                                              | Phillip Sauvage                       |
| 2006 | Second in Command                                           | Sam Keenan                            |
| 2007 | The Shepherd                                                |                                       |
| 2007 | Until Death                                                 | Anthony Stowe                         |
| 2008 | JCVD                                                        | ell mateix                            |